# Peachland (Columbia Britannica)
Peachland è una municipalità distrettuale del Canada, situata in Columbia Britannica, nel distretto regionale di Central Okanagan.